# Eoacmaeidae
Eoacmaeidae is een familie van weekdieren uit de klasse van de Gastropoda (slakken).

## Geslacht
- Eoacmaea Nakano & Ozawa, 2007